# Mely Romero Celis
Mely Romero Celis. (Cuauhtémoc, Colima, 12 de septiembre de 1977) mujer mexicana que ha sido Diputada local en su natal Colima, Senadora de la República en la LXII Legislatura del Congreso de la Unión y Subsecretaria de Desarrollo Rural del Gobierno de México. Fue candidata a la gubernatura del Estado de Colima por la coalición Va x Colima conformada por el Partido Revolucionario Institucional, Partido Acción Nacional y el Partido de la Revolución Democrática. Impulsó programas e iniciativas como El Campo en Nuestras Manos, política afirmativa para las mujeres de las zonas rurales, la Comisión de Igualdad en el Consejo Mexicano de Desarrollo Rural Sustentable y el programa Arráigate Joven - Impulso Emprendedor.

## Biografía y educación
Nació en Cuauhtémoc, Colima donde vivió la mayor parte de su infancia, hasta que se mudó con su familia a Estados Unidos durante un tiempo, al regreso a su estado natal realizó sus estudios básicos. Es Licenciada en Contabilidad Pública y Licenciada en Educación Secundaria Especializada en Matemáticas por la Universidad de Colima. Además obtuvo el grado de maestría en Educación Matemática por el Universidad de Columbia en Nueva York. 
Ha sido Secretaria de Acción Femenil de la Confederación Nacional Campesina y Presidenta de la Conferencia de Mujeres Rurales de México. 

## Trayectoria
Inició su trayectoria en la función pública en el año 2000 cuando ingresó al Ayuntamiento de Cuauhtémoc, en donde desempeñó diversas responsabilidades administrativas, destacando el de Tesorera Municipal.
En 2009 se convirtió en la primera mujer en ser electa para un cargo de representación popular en su municipio, ganando la Diputación local por el VI Distrito Local. Durante la LVI Legislatura del Congreso del estado de Colima, presidió la Comisión de Planeación y Fomento Económico y fungió como secretaria de la Comisión de Responsabilidades, Hacienda, Presupuesto y Fiscalización de los Recursos Públicos. 

### Senadora
Durante las elecciones federales del 2012, logró la mayoría de los votos en la elección senatorial en su natal Colima, por lo que a partir de ese año fungió como Senadora de la República hasta el 5 de abril del 2016 cuando solicitó licencia al cargo. En el Senado participó en las comisiones de Desarrollo Municipal, Comercio y Fomento Industrial, Comunicaciones y Transportes, Educación y Desarrollo Social.

### Subsecretaria en SAGARPA
El 5 de abril del 2016 fue nombrada por el presidente Enrique Peña Nieto como Subsecretaria de la Secretaría de Agricultura, Ganadería, Desarrollo Rural, Pesca y Alimentación,
En enero del 2018, presentó su renuncia al cargo para competir por la candidatura a diputada federal por el I Distrito Federal de Colima.